# Berliner Fußballmeisterschaft 1919/20
Die Berliner Fußballmeisterschaft 1919/20 war die neunte unter dem Verband Brandenburgischer Ballspielvereine (VBB) ausgetragene Berliner Fußballmeisterschaft. Die Meisterschaft wurde in dieser Saison in einer Gruppe mit 13 Mannschaften im Rundenturnier mit ausgetragen. Am Ende konnte der SC Union Oberschöneweide die Meisterschaft zum ersten Mal gewinnen und qualifizierte sich dadurch für die deutsche Fußballmeisterschaft 1919/20. Bei dieser schied Oberschöneweide jedoch bereits im Viertelfinale nach einer 2:3-Auswärtsniederlage gegen die Vereinigte Breslauer Sportfreunde aus.

## Modus
In dieser Saison gab es vier Kreise, deren Sieger, Zweit und Drittplatzierten sich für die Berliner Fußballendrunde qualifizierten. Zusätzlich qualifizierte sich ebenfalls der Berliner Pokalsieger für die Endrunde. Die Ergebnisse aus den einzelnen Kreisen sind nicht überliefert. In der Finalstaffel trafen die Mannschaften in einer Einfachrunde aufeinander.
| Kreis     | Kreismeister             | weitere Teilnehmer                              |
| --------- | ------------------------ | ----------------------------------------------- |
| Nordkreis | SC Wacker Tegel          | BFC Alemannia 90, SV Norden-Nordwest            |
| Ostkreis  | SC Union Oberschöneweide | BFC Berolina, VfB Pankow                        |
| Südkreis  | BTuFC Union 1892         | Vorwärts 90 Berlin, Berliner TuFC Viktoria      |
| Westkreis | Minerva 93 Berlin        | FC Union-SC Charlottenburg, SC Germania Spandau |
| Pokal     | BFC Hertha 1892          | BFC Hertha 1892                                 |

## Abschlusstabelle
| Pl. | Verein                     | Sp. | S | U | N | Tore    | Quote | Punkte |
| --- | -------------------------- | --- | - | - | - | ------- | ----- | ------ |
| 1.  | SC Union Oberschöneweide   | 11  | 9 | 1 | 1 | 026:900 | 2,89  | 19:30  |
| 2.  | SC Wacker Tegel            | 11  | 6 | 3 | 2 | 017:600 | 2,83  | 15:70  |
| 3.  | BFC Berolina               | 10  | 5 | 4 | 1 | 012:400 | 3,00  | 14:60  |
| 4.  | VfB Pankow                 | 10  | 5 | 3 | 2 | 013:700 | 1,86  | 13:70  |
| 5.  | Vorwärts 90 Berlin         | 8   | 5 | 1 | 2 | 011:100 | 1,10  | 11:50  |
| 6.  | Berliner TuFC Viktoria (M) | 9   | 4 | 3 | 2 | 010:500 | 2,00  | 11:70  |
| 7.  | BTuFC Union 1892           | 10  | 3 | 5 | 2 | 018:140 | 1,29  | 11:90  |
| 8.  | SC Germania Spandau 1895   | 10  | 3 | 5 | 2 | 012:120 | 1,00  | 11:90  |
| 9.  | SV Norden-Nordwest         | 11  | 3 | 2 | 6 | 008:130 | 0,62  | 08:14  |
| 10. | Minerva 93 Berlin          | 11  | 1 | 2 | 8 | 007:150 | 0,47  | 04:18  |
| 11. | BFC Alemannia 90           | 11  | 2 | 0 | 9 | 003:150 | 0,20  | 04:18  |
| 12. | FC Union-SC Charlottenburg | 10  | 0 | 1 | 9 | 007:340 | 0,21  | 01:19  |
| 13. | BFC Hertha 1892 A          | 0   | 0 | 0 | 0 | 000:000 | 1,00  | 0:0    |

| (M) | Titelverteidiger |